# Långracklet
Långracklet är en ö i Finland. Den ligger i sjön Hinjärv och i kommunen Korsnäs i den ekonomiska regionen  Vasa  och landskapet Österbotten, i den sydvästra delen av landet, 300 km nordväst om huvudstaden Helsingfors. Öns area är 0,9 hektar och dess största längd är 280 meter i nord-sydlig riktning.